# نادي روما للسيدات
نادي روما للسيدات هو فريق كرة قدم برتغالي للسيدات مقره في روما، وهو فرع من نادي كرة القدم المحترف الذي يحمل نفس الاسم. تأسس في عام 2018 من خلال الحصول على ترخيص دوري الدرجة الأولى الإيطالي من ريس روما. يُنافس الفريق في الدوري الإيطالي لكرة القدم للسيدات وقد ظهر لأول مرة في موسم 2018–19.

## وصلات خارجية
- الموقع الرسمي
 باللغة الإنجليزية